# Eva Melicharová
Eva Melicharová (* 2. Februar 1970) ist eine ehemalige tschechische Tennisspielerin.

## Karriere
Auf der WTA Tour gewann sie zwei Doppeltitel und auf dem ITF Women’s Circuit waren es sechs Doppeltitel.
Nach ihrer Profilaufbahn spielte sie auch einige Jahre für verschiedene Clubs in der 2. Tennis-Bundesliga.
1988 gewann sie die tschechoslowakischen Hallen-Tennismeisterschaften. Von 2005 bis 2007 war sie Cheftrainerin beim SK Kometa Praha.

## Turniersiege

### Doppel
| Nr. | Datum       | Turnier          | Kategorie    | Belag | Partnerin      | Finalgegnerinnen                 | Ergebnis |
| --- | ----------- | ---------------- | ------------ | ----- | -------------- | -------------------------------- | -------- |
| 1.  | Juni 1997   | ’s-Hertogenbosch | WTA Tier III | Rasen | Helena Vildová | Karina Habšudová Florencia Labat | 6:3, 7:6 |
| 2.  | August 1997 | Maria Lankowitz  | WTA Tier IV  | Sand  | Helena Vildová | Radka Bobková Wiltrud Probst     | 6:2, 6:2 |

## Abschneiden bei Grand-Slam Turnieren

### Doppel
| Turnier         | 1991 | 1992 | 1993 | 1994 | 1995 | 1996 | 1997 | 1998 | 1999 | Bilanz | Karriere |
| --------------- | ---- | ---- | ---- | ---- | ---- | ---- | ---- | ---- | ---- | ------ | -------- |
| Australian Open | —    | —    | —    | —    | —    | 2    | 2    | 1    | 1    | 2:4    | 2        |
| French Open     | AF   | —    | —    | 2    | 2    | 1    | 1    | 1    | 1    | 4:7    | AF       |
| Wimbledon       | 1    | —    | —    | 1    | 1    | 1    | 1    | 1    | 1    | 0:7    | 1        |
| US Open         | 1    | 1    | —    | 2    | 1    | 1    | 1    | 1    | 1    | 1:8    | 2        |

### Mixed
| Turnier         | 1997 | 1998 | 1999 | Bilanz | Karriere |
| --------------- | ---- | ---- | ---- | ------ | -------- |
| Australian Open | —    | VF   | —    | 2:1    | VF       |
| French Open     | —    | 1    | —    | 0:1    | 1        |
| Wimbledon       | 1    | 1    | 1    | 0:3    | 1        |
| US Open         | —    | —    | —    | 0:0    | —        |